# Aeroportul Caxias
Aeroportul Caxias (IATA: QXC, ICAO: SNXS) este un aeroport din Caxias, Maranhão, Brazilia.
Situat la o altitudine de 105,16 m, aeroportul dispune de 1 pistă.

## Infrastructură

### Piste
Aeroportul dispune de o singură pistă. Pista 10/28 are suprafața de pietriș și dimensiunile 1.000 m × 20 m. 